# Justizirrtum um Horst Arnold

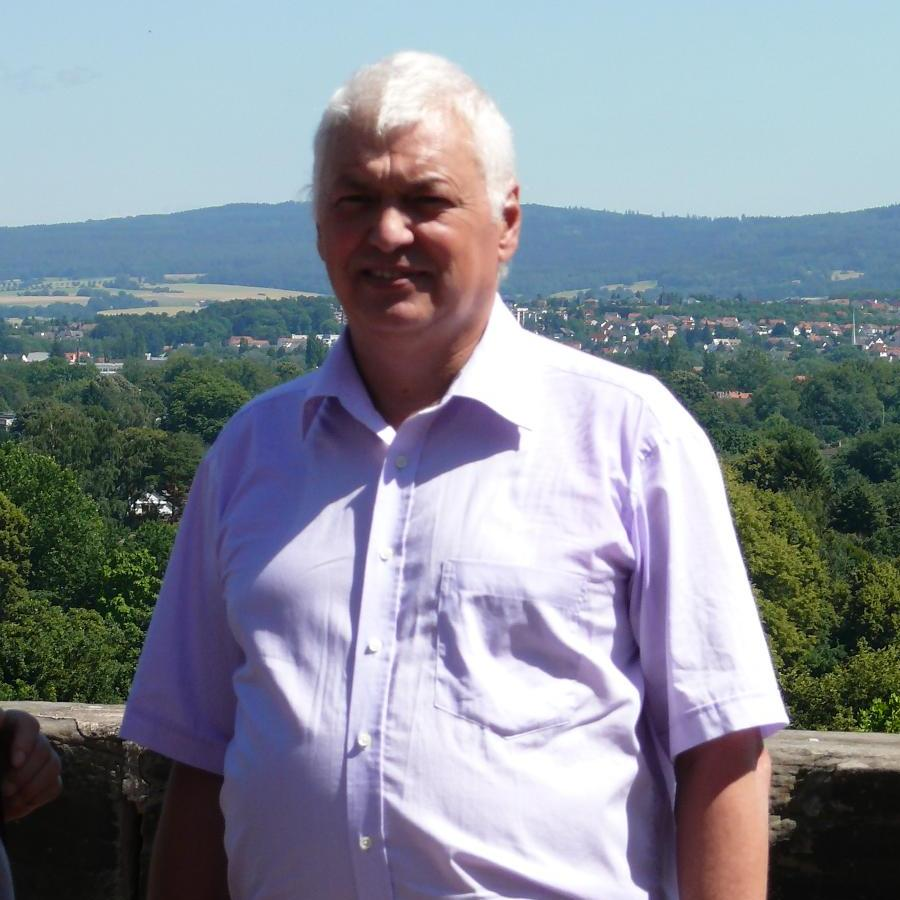
Horst Arnold (2011)

Der Justizirrtum um Horst Arnold umfasst die Verurteilung des Lehrers Horst Arnold im Jahr 2002 zu einer Freiheitsstrafe von fünf Jahren wegen einer Vergewaltigung, die er nicht begangen hatte. Jahre nach der vollständigen Verbüßung der Haft wurde Arnold in einem Wiederaufnahmeverfahren im Jahr 2011 wegen erwiesener Unschuld freigesprochen. Das Verfahren erregte deutschlandweit hohe Aufmerksamkeit.

## Horst Arnold
Horst Arnold (* 24. Mai 1959 in Aschbach, heute Ortsteil von Wald-Michelbach; † 29. Juni 2012 in Völklingen) machte am Überwald-Gymnasium in Wald-Michelbach Abitur, an dem er später auch seine Referendarzeit als Lehrer verbrachte. Er unterrichtete abwechselnd an der Eugen-Bachmann-Schule, einer Haupt- und Realschule in Wald-Michelbach, und am Überwald-Gymnasium, bevor er an die Georg-August-Zinn-Gesamtschule mit Oberstufe in Reichelsheim wechselte. Arnold war Gymnasiallehrer im Angestelltenverhältnis und bis zu seiner Verhaftung vor allem als Lehrer für Biologie und Sport tätig, zuletzt auch als Fachbereichsleiter für Sport.

## Prozess gegen Arnold
2001 wurde Arnold von seiner Arbeitskollegin Heidi K. der Vergewaltigung bezichtigt, die er am 28. August 2001 in einem Vorbereitungsraum für Biologie in einer Pause begangen haben sollte. Arnold bestritt den Tatvorwurf. Er wurde in Untersuchungshaft genommen und am 24. Juni 2002 von der 12. Strafkammer des  Landgerichts Darmstadt zu einer Freiheitsstrafe von fünf Jahren verurteilt; eine Revision gegen das Urteil wies der Bundesgerichtshof am 13. Dezember 2002 als „offensichtlich unbegründet“ zurück.
Die physischen Beweise, die die Staatsanwaltschaft im Prozess gegen Arnold vorbrachte, waren bei einer gynäkologischen Untersuchung von Heidi K. im Krankenhaus am 4. September 2001 – eine Woche nach dem angeblichen Tattag – festgestellte „Kratzspuren und Hämatome am Unterbauch sowie an den Vorder- und Innenseiten beider Oberschenkel [...], ferner ein Hämatom an der linken Wade.“ Am 19. September 2001 – mittlerweile drei Wochen nach dem angeblichen Tattag – wurde von einer Ärztin zudem eine geringfügige Analfissur festgestellt, die bei der vorangegangenen Untersuchung am 4. September jedoch noch nicht vorhanden gewesen war. In der Beweisaufnahme wurden „weitere objektive Indizien, die die Angaben der Nebenklägerin zu stützen in der Lage sind, […] nicht erbracht.“
Arnold musste die gesamte Haftstrafe verbüßen, da er die ihm zur Last gelegte Tat weiterhin bestritt und sich weigerte, sich in einer Therapiegruppe für Sexualstraftäter damit auseinanderzusetzen.

### Wiederaufnahmeverfahren
Nach seiner Haftentlassung fiel der Frauenbeauftragten der Schule, Anja Keinath (die zuvor Heidi K. im Prozess unterstützend zur Seite gestanden hatte), auf, dass sich das vermeintliche Opfer mehr und mehr in Widersprüche und Lügen verstrickte, die nicht nur den Fall Horst Arnold betrafen.

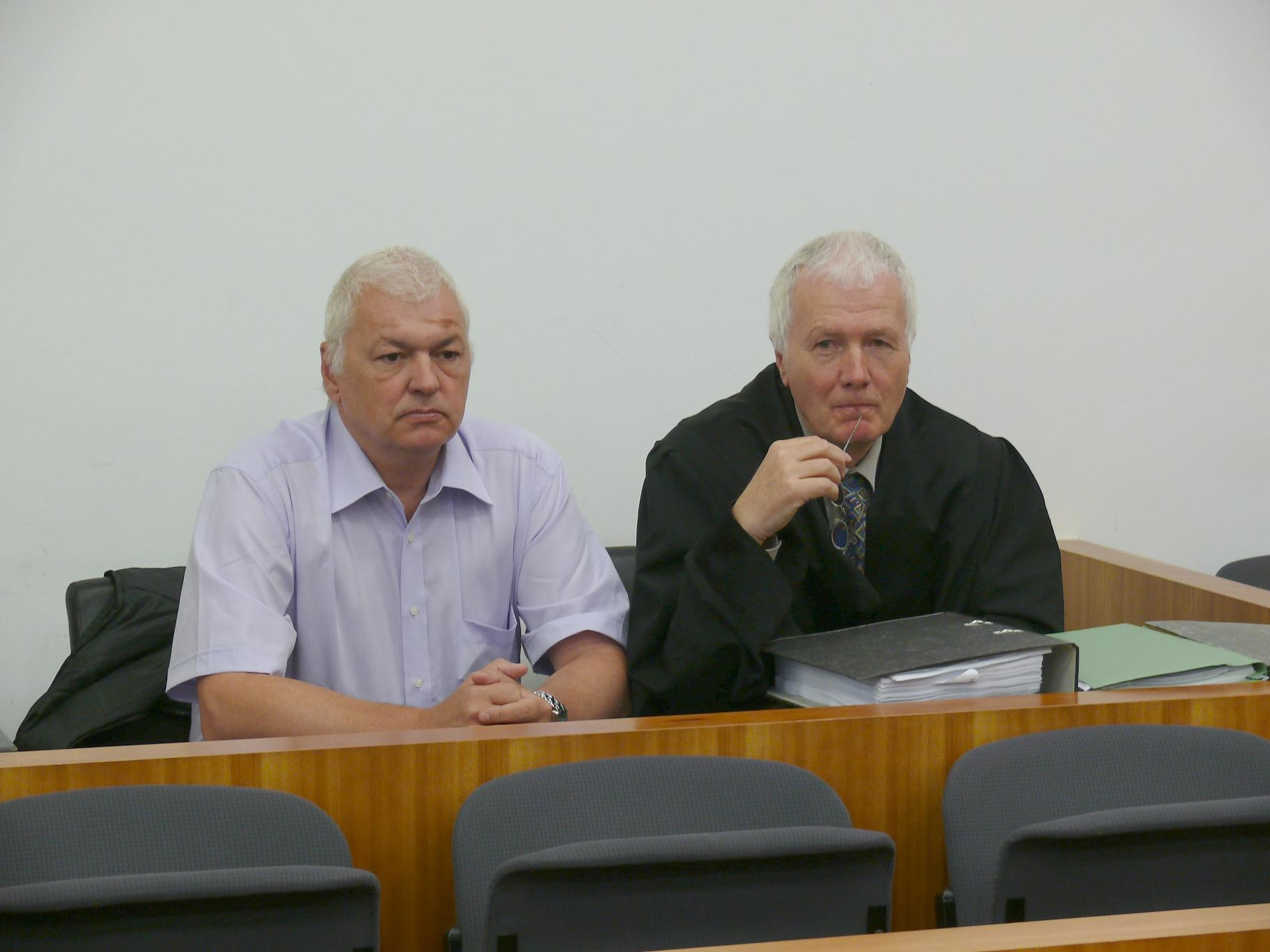
Horst Arnold und sein Rechtsanwalt Hartmut Lierow im Wiederaufnahmeverfahren vor dem LG Kassel (2011)

Der Bruder der Frauenbeauftragten, Hartmut Lierow, Anwalt für Zivilrecht in Berlin, stellte daraufhin Nachforschungen an und recherchierte weitere Ungereimtheiten in der Biografie von Heidi K. Lierow fand heraus, dass Heidi K. bereits mehrfach dadurch aufgefallen war, Lebensumstände zu schildern, die nachweislich falsch waren. Ihre Darstellungen waren so außergewöhnlich, dass sie auch in ihrem Umfeld nicht mehr ernst genommen wurde. Mit diesen Erkenntnissen erwirkte Lierow 2008 ein Wiederaufnahmeverfahren am Landgericht Kassel, das am 5. Juli 2011 mit einem Freispruch für Horst Arnold wegen erwiesener Unschuld endete. Auch die Staatsanwaltschaft hatte auf Freispruch plädiert. Das Gericht sah es als erwiesen an, dass Heidi K. mit den falschen Anschuldigungen einen Konkurrenten um eine schulinterne Position hatte beseitigen wollen. Es stehe „ohne jeden Zweifel“ fest, dass Arnold die Vergewaltigung nicht begangen habe. Der Vorsitzende Richter stellte fest, das Landgericht Darmstadt habe im ersten Prozess dem vermeintlichen Opfer geglaubt, obwohl ein „an sich kaum glaubhaftes Geschehen geschildert“ worden sei. Bei der Urteilsfindung 2001 seien „elementare Grundregeln der Wahrheitsfindung“ verletzt worden. Der 2001 für die Ermittlungen zuständige Kriminalhauptkommissar Horst Plefka sagte aus, er habe von Anfang an Zweifel an dem von K. behaupteten Tatgeschehen gehabt. Ermittlungen in der Vergangenheit von K. zur Prüfung ihrer Glaubwürdigkeit seien jedoch unterblieben, da man Angst vor einem „Aufschrei“ gehabt habe. Im ersten Verfahren war Plefka nicht als Zeuge geladen gewesen.
Nach einem Revisionsantrag von Heidi K. bestätigte der Bundesgerichtshof am 9. Februar 2012 den Freispruch, indem er per Beschluss die Revision verwarf, da die Nachprüfung des Urteils keinen Rechtsfehler ergeben habe. Der Freispruch des Landgerichts Kassel wurde damit rechtskräftig.

### Gescheiterte Rehabilitierung und Tod Arnolds
Der Anwalt Arnolds erklärte im Februar 2012, dieser habe Anspruch auf eine Haftentschädigung in Höhe von rund 40.000 Euro und auf Ausgleich entgangener Versorgungsansprüche. Zu einer Auszahlung kam es vor dem Tod Arnolds nicht mehr. Auch eine Wiederanstellung als Lehrer erlebte er nicht mehr. Das Hessische Kultusministerium verwies ihn nach Rechtskraft des Freispruchs auf die Möglichkeit einer erneuten Bewerbung. Nach seinem Tod teilte es mit, Arnold hätte aller Voraussicht nach zum neuen Schuljahr ein Einstellungsangebot für die Fächerkombination Sport/Bio erhalten. Arnold lebte bis zuletzt von ALG II. Am Morgen des 29. Juni 2012 wurde Arnold unweit seiner Wohnung in Völklingen auf offener Straße tot aufgefunden; er hatte einen Herzinfarkt erlitten.
Arnolds Rechtsanwalt Hartmut Lierow sieht einen Zusammenhang zwischen Arnolds Lebensgeschichte und dessen frühem Tod: Immer wieder auf Hafterleichterung, frühzeitige Entlassung und erfolgreiche Jobsuche zu hoffen und immer wieder enttäuscht zu werden, sei unvorstellbarer Stress. Nach Meinung des Spiegel-Redakteurs Thomas Darnstädt hat Arnold „die Schande nicht überlebt, die Richter ihm angetan haben“. 

## Prozess gegen Heidi K.

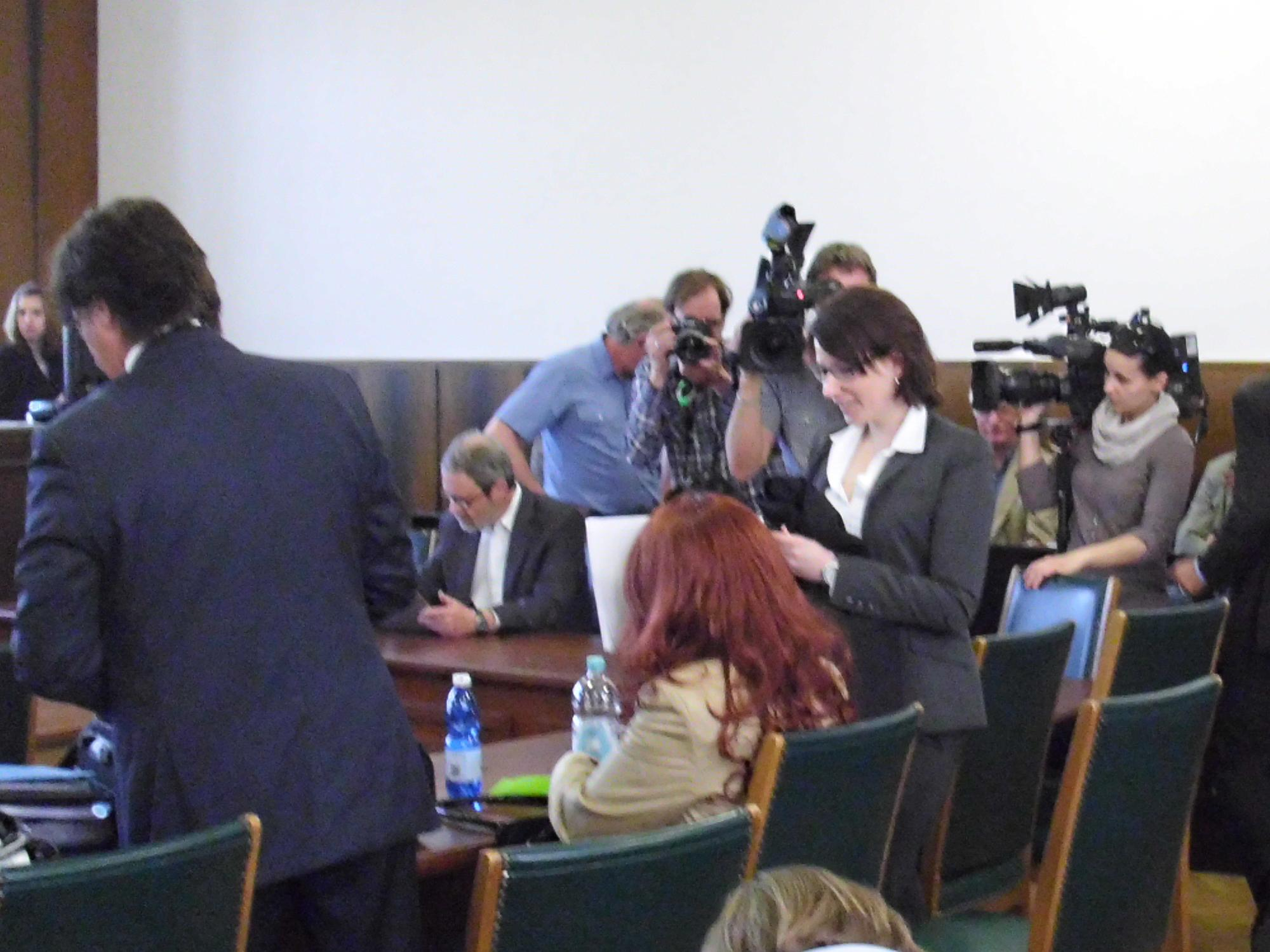
Heidi K. (sitzend, mit roter Perücke) beim Prozess in Darmstadt (2013)

Im April 2013 erhob die Staatsanwaltschaft vor dem Landgericht Darmstadt Anklage gegen Heidi K. Der Vorwurf lautete auf Freiheitsberaubung in mittelbarer Täterschaft zum Nachteil von Horst Arnold. Sie wurde bei um die Hälfte gekürzten Bezügen vom Schuldienst suspendiert und reichte Klage gegen die Gehaltskürzung ein. Die Staatsanwaltschaft warf K. vor, es sei ihr darum gegangen, Arnold ins Gefängnis zu bringen, indem sie bei Vernehmungen und vor Gericht falsche Verdächtigungen gegen ihn erhob. Dabei stehe fest, „dass das Geschehen tatsächlich nicht stattgefunden hat“. Motive seien Ehrgeiz und das von K. angestrebte Beamtenverhältnis gewesen. K. wiederholte ihre Anschuldigungen gegen Arnold.

### Zeugenaussagen
Mehrere Schulleiter und schulische Funktionsträger wurden als Zeugen gehört. Der ehemalige Leiter der Ober-Ramstädter Georg-Christoph-Lichtenberg-Schule, dessen kommissarische Stellvertreterin K. 2006 geworden war, sagte aus, K. habe ihre Funktion von Anfang an rigide, unbelehrbar und abgrenzend ausgeübt. Nachdem die pädagogische Leiterin sich mit ihr verbündet und gegen den Leiter eine Dienstaufsichtsbeschwerde erhoben habe, seien Vorwürfe gestreut worden, der Schulleiter und der Personalratsvorsitzende, mit dem K. ebenfalls im Streit lag, hätten die beiden Frauen vergiften wollen. Nachdem Ermittlungen im Sande verlaufen waren und K. sich weiter bedroht fühlte, sei sie vom Schulamt an die Max-Planck-Schule in Groß-Umstadt abgeordnet worden und dort zunächst kompetent und engagiert aufgetreten. Der Schulleiter sei bereits über die angebliche Vergewaltigung und die vermeintliche Vergiftung informiert gewesen, habe mit K. nur unter Zeugen gesprochen und sei nie mit ihr allein geblieben. Nach sechs Monaten sei K. an die Albert-Schweitzer-Schule nach Groß-Zimmern versetzt worden. Dabei habe sie nach wie vor auf Besoldung nach A 14 bestanden, die ihr aus der Leitungsstelle in Ober-Ramstadt zustehe, was erneut zu Streit geführt habe.
Eine ehemalige Tennis-Freundin sagte aus, K. habe unscharfe Andeutungen gemacht, einen Kinderpornoring aufgedeckt zu haben und deshalb in Lebensgefahr zu schweben. K.s dritter Ex-Ehemann, der ein knappes Jahr mit ihr verheiratet war, erklärte, die Ehe als körperlich, finanziell und psychisch belastende Zeit erlebt zu haben. K. sei dominant, kühl und an Geld sowie Prestige orientiert gewesen und habe ihn „klein halten“ wollen. Verschiedenen Zeugen hatte K. ferner erzählt, Misshandlungen durch ihre drei Ehemänner und eine Fehlgeburt erlitten und eine Tochter bei einem Autounfall verloren zu haben sowie von einem Partner die Treppe hinuntergeschubst worden zu sein, während sie ihr Kind auf dem Arm hielt. Ein Verlobter habe nach einem Kopfschuss im Einsatz gegen die Al-Qaida erst im Koma gelegen, sei dann von ihr gepflegt worden und schließlich gestorben.
Auch zwei Richter der Darmstädter Kammer, die Arnold 2002 verurteilt hatte, wurden vernommen. Der damalige Vorsitzende erklärte: „Ich habe nicht mal ein Bild ihres Gesichts vor Augen.“ Sein Kollege erinnerte sich nicht mehr, ob Arnold sich überhaupt zu den Vorwürfen geäußert habe: „Und wenn, dann nur dahingehend, dass das nicht stimmt.“ Anhaltspunkte, dass K.s Vorwürfe aus Karrieregründen erfolgt seien, habe es für die Kammer letztlich nicht gegeben.

### Verteidigung
K. gab erneut an, sie sei von Arnold in Begleitung einer Frau knapp fünf Wochen nach der angeblichen Vergewaltigung auf dem Marktplatz von Michelstadt im Odenwald nochmals bedroht worden, was im Prozess 2001 von ihren Eltern bezeugt worden war. Wie rekonstruiert wurde, befand Arnold sich zu dieser Zeit jedoch in Untersuchungshaft. Die Verteidigung ließ daraufhin Horst Arnolds Bruder Steffen vorladen, der anhand alter Fotos belegte, dass die damalige Personenbeschreibung auch auf ihn nicht zutreffen könne. K. behauptete dann, Steffen Arnolds Begleiterin im Gerichtssaal sei auch die Begleiterin während der Bedrohung gewesen. Die Frau bezeugte jedoch, erst seit einem Jahr mit Steffen Arnold liiert und davor 25 Jahre mit einem anderen Mann „glücklich verheiratet“ gewesen zu sein. Zudem passte auch ihre Personenbeschreibung nicht.
Gegen Ende des Verfahrens machten K. und ihre Verteidigung geltend, K. sei als Kind sexuell missbraucht worden, was sich erst kürzlich in einer Familienaufstellung und Traumatherapie herausgestellt habe. Zahlreiche Therapien hätten ergeben, dass K. „Gewalt anziehe“ und die „Energie eines Opfers“ habe. Die angebliche Vergewaltigung habe zudem eine posttraumatische Belastungsstörung verursacht. Der psychiatrische Gutachter Norbert Leygraf erklärte dagegen, K. habe ein „ausgeprägtes Bedürfnis nach Aufmerksamkeit und Zuwendung“, eine Neigung zu emotionalen Ausbrüchen und wenig Empathie, was auf eine histrionische Persönlichkeitsstörung erheblichen Ausmaßes hindeute. Die Angeklagte sei dennoch schuldfähig, ihr Unrechtsbewusstsein sei nicht eingeschränkt.

### Verurteilung
Das Verfahren endete am 13. September 2013 mit der Verurteilung von Heidi K. wegen schwerer Freiheitsberaubung in mittelbarer Täterschaft zu einer Freiheitsstrafe von fünf Jahren und sechs Monaten. Laut Urteilsbegründung habe es kein klares Motiv gegeben, weder beruflich noch persönlich oder finanziell, und keinen konkreten Plan zur Tatausführung. Vielmehr habe K. ihren Vorwurf zunehmend ausgebaut, als ihr klar geworden sei, dass Arnold als Alkoholkranker mit geringem Ansehen im Kollegium das ideale Opfer war. Dabei habe sie ihre Aussagen nach und nach vertieft, sich selbst Verletzungen beigebracht und die Geschichte trotz erwiesener Widersprüche und Lügen bis zum Verfahrensende aufrechterhalten. „Nichtiger Anlass“ sei ein kurzer Streit gewesen, bei dem Arnold K. getadelt habe, kurz nachdem sie an seine Schule gewechselt war.
Die Vorsitzende Richterin Barbara Bunk räumte ein, das Urteil könne keine Wiedergutmachung sein. Sie entschuldigte sich im Namen der Justiz bei Horst Arnolds Angehörigen.
Im Oktober 2014 wurde die von Heidi K. eingelegte Revision vom Bundesgerichtshof als unbegründet verworfen und das Urteil rechtskräftig. Damit endete kraft Gesetzes ihr Beamtenverhältnis mit der Folge des Verlusts ihrer Pensionsansprüche, was zur Nachversicherung führt.

### Schmerzensgeldklage
Arnolds Tochter verklagte K. nach dem Urteil auf Schmerzensgeld in Höhe von 80.000 Euro. Das Landgericht Osnabrück verurteilte K. in einem Versäumnisurteil am 11. Oktober 2013 zur Zahlung der geforderten Summe. K. erhob fristgerecht Einspruch und machte Verjährung geltend. Am 5. Februar 2014 nahm Hartmut Lierow als Anwalt von Arnolds Tochter die Zivilklage zurück. Die Entscheidung seiner Mandantin sei „besonderen Umständen geschuldet“. Sie habe ihre Ansprüche bislang nicht vollstrecken lassen können, weil K. dagegen Einspruch eingelegt und ihre weiterlaufenden Beamtenbezüge rechtzeitig an Dritte abgetreten habe. Während K. im Zivilverfahren aufgrund ihrer Mittellosigkeit Prozesskostenhilfe beziehe und insofern kein Kostenrisiko trage, sei zu befürchten, dass seine Mandantin auch bei Bestätigung des Urteils mangels Vollstreckbarkeit nicht nur die zugesprochene Entschädigungssumme nicht erhalten werde, sondern auch noch auf den gesamten, von ihr vorzustreckenden Verfahrenskosten sitzen bleiben werde.

## Rezeption
Der Schweizer Soziologe und Männerforscher Walter Hollstein vertrat in seinem Buch Was vom Manne übrig blieb die These, Männer würden vor allem im Bereich Missbrauch und anderer sexueller Übergriffe zunehmend kriminalisiert. Als Beispiel führte er den Fall Horst Arnold an.
Der ARD-Fernsehfilm Meine fremde Freundin mit Ursula Strauss aus dem Jahr 2017 übernahm einige Handlungen aus dem Fall Arnold, spielt aber im Gesundheitsamt Hannover.